# Mitake
Mitake (御嵩町?) è una cittadina giapponese della prefettura di Gifu.